# XLII Festival del Huaso de Olmué
El XLII Festival del Huaso de Olmué se realizó los días 21, 22 y 23 de enero de 2011 en el Parque El Patagual, ubicado en Olmué, Chile. Los animadores del evento fueron Leo Caprile y María Luisa Godoy y fue emitido por Chilevisión.

## Desarrollo

### Día 1 (viernes 21)
- Obertura
- Inti-Illimani Histórico
- Competencia
- Doña Maiga (humorista)
- Sonora Barón
- Presentación Campeones de Cueca
  - Mundiales: Germán Larraguibel y Alejandra Fuenzalida
  - Nacionales: Pablo Soto y Cristina Cárdenas
  - Libre expresión: José Santander y Mónica Carvajal)
- Américo

### Día 2 (sábado 22)
- Obertura a cargo de Maucó
- Luis Jara
- Competencia
- Hugo Varela (humorista)
- Silvestre
- Kevin Johansen

### Día 3 (domingo 23)
- Obertura con  Daniel Muñoz e Invitados
- Juana Fe
- Final competencia
- Fernando Godoy (humorista, con su personaje El Indo)
- Premiación competencia
- José Luis Rodríguez

## Competencia
El ganador de la competencia obtuvo el "Guitarpín de oro". Además, el público eligió al mejor intérprete, premio que recayó en Javier Chávez y Calafate por el tema "Patagonia".
| Título                            | Autor                     | Compositor                | Intérprete(s)            | Lugar |
| --------------------------------- | ------------------------- | ------------------------- | ------------------------ | ----- |
| "Ave de luz"                      | Mario Rojas               | Mario Rojas               | Mario Rojas y músicos    | 1º    |
| "Patagonia"                       | José Arturo Cháves Saldía | José Arturo Cháves Saldía | Javier Cháves y Calafate | 2º    |
| "Sus ojos son dos gaviotas"       | Jaime Atria Rosselot      | Jaime Atria Rosselot      | Jaime Atria Rosselot     | 3º    |
| "Al galope de tu pingo"           | Antonio Cerpa Plaza       | Antonio Cerpa Plaza       | Millantué de Los Ángeles | —     |
| "Cueca del Ángel"                 | Sergio Veas               | Sergio Veas               | Los Palmeros             | —     |
| "Los cuatro velas"                | José Betancur Mora        | José Betancur Mora        | José Betancur Mora       | —     |
| "Más rico que el pan con chancho" | Pachi Rojas               | Pachi Rojas               | Pachi Rojas              | —     |
| "Me haces vivir"                  | Benjamín Aguirre Urey     | Benjamín Aguirre Urey     | Grupo Raíces             | —     |

### Jurado
- Alicia Puccio (Presidenta)
- Ricardo de la Fuente
- Daniel Muñoz
- Tati Penna
- Claudia di Girólamo